# Як служив же я в пана
«Як служив же я в пана» (біл. Як служыў жа я ў пана) — білоруський мультиплікаційний фільм, знятий на кіностудії «Білорусьфільм» у 2004 році.

## Сюжет
Мультфільм на тему жартівливої білоруської пісні. Не було у чоловіка ні кола, ні двору. Вирішив він налагодити своє господарство і найнявся на службу до багатого пана, обзавівся живністю та одружився з панською донькою. Клопіт у мужика стало вище голови, а щастя він так і не знайшов.

## Нагороди
Приз журі в номінації за краще звукове рішення «За музичну драматургію» на XVIII Відкритому російському фестивалі анімаційного кіно «Суздаль-2013» отримав фільм Михайла Тумеля з альманаху «Музична шкатулка-2» (2012).